# Ə
Ə, ə는 로마자의 하나로, '슈와'(schwa)라고 부른다. 대문자나 소문자나 문자 e를 뒤집은 모양이기 때문에 '뒤집은 e'(inverted e)라고도 부른다. 유니코드 번호는 각각 대문자 U+018F, 소문자 U+0259이다.

## 쓰임새
아제르바이잔어와 체첸어 표기법에서 Ə는 전설 비원순 근저모음(/æ/)을 표기하는 데에 쓰인다. 캐나다 동부의 토착 언어인 할코멜렘어의 방언에서도 이 문자가 사용된다. 파키스탄의 언어인 파슈토어를 로마자로 옮겼을 때 [ə] 발음을 표기하기 위해 사용되기도 한다. 범나이지리아 문자에서도 똑같이 생긴 소문자 ǝ가 있지만, 대문자는 E를 뒤집어 놓은 Ǝ이다.
국제 음성 기호(IPA)에서 소문자 ə는 중설 중모음(내지는 슈와)를 표기할 때 사용된다. 소문자가 위첨자 처리된 'ᵊ'는 그 이전 자음이 변형되어 중설중모음으로 나올 때를 뜻한다. 치경 접근 수반음을 동반하면 'ɚ'로 표기된다.
한때는 공용 튀르크 문자 가운데 하나로 사용되었다. 특히 1920년대부터 1930년대까지 사용된 타타르어 표기 체계였던 양알리프에 쓰였다. 또한 1930년대부터 1940년대 사이에 소련에서는 키릴 문자의 로마자 표기법에서 Ə와 거의 똑같이 생긴 키릴 문자인 Ә를 이 문자로 변환하도록 정하기도 했다. 이밖에도 조로아스터교 경전에 쓰이는 아베스타어를 알파벳으로 옮길 때 장모음을 표기해야 할 경우 이 문자에 장음 부호를 올린 'Ə̄/ə̄'를 사용하였다.

## 유니코드
| 미리 보기      | Ə                          | Ə                          | ə                        | ə                        | ᵊ                           | ᵊ                           | ₔ                                  | ₔ                                  |
| -------------- | -------------------------- | -------------------------- | ------------------------ | ------------------------ | --------------------------- | --------------------------- | ---------------------------------- | ---------------------------------- |
| 유니코드 이름  | LATIN CAPITAL LETTER SCHWA | LATIN CAPITAL LETTER SCHWA | LATIN SMALL LETTER SCHWA | LATIN SMALL LETTER SCHWA | MODIFIER LETTER SMALL SCHWA | MODIFIER LETTER SMALL SCHWA | LATIN SUBSCRIPT SMALL LETTER SCHWA | LATIN SUBSCRIPT SMALL LETTER SCHWA |
| 인코딩         | 10진                       | 16진                       | 10진                     | 16진                     | 10진                        | 16진                        | 10진                               | 16진                               |
| 유니코드       | 399                        | U+018F                     | 601                      | U+0259                   | 7498                        | U+1D4A                      | 8340                               | U+2094                             |
| UTF-8          | 198 143                    | C6 8F                      | 201 153                  | C9 99                    | 225 181 138                 | E1 B5 8A                    | 226 130 148                        | E2 82 94                           |
| 수치 문자 참조 | &#399;                     | &#x18F;                    | &#601;                   | &#x259;                  | &#7498;                     | &#x1D4A;                    | &#8340;                            | &#x2094;                           |

아제르바이잔어에서 해당 문자를 표기할 때 'Ä / ä'로 대체해 쓰기도 하는데, 8비트 시절 ISO/IEC 터키어 인코딩에서 'Ə' / 'ə'가 빠지면서 해당 문자로 대체해 썼던 것이 아직까지도 남은 탓이다. 이는 타타르어와 투르크멘어에서도 마찬가지다.
윈도우에서는 Alt키를 누른 채 숫자패드의 0를 먼저 누르고 각 문자의 유니코드 번호(399, 601)을 누르면 쉽게 입력할 수 있다. 그놈에서는 Compose+e+e를 누르면 나오는 기본값이 이 문자의 소문자로 되어 있다.